# Soungourlaré (obchtina)
Pour la ville, voir Soungourlaré.
L'Obchtina Soungourlaré (bulgare : Община Сунгурларе) est une commune dans l'est de la Bulgarie.

## Géographie physique
La commune de Soungourlaré est située dans l'est de la Bulgarie, à 323 km à l'est de la capitale Sofia et à 77 km au nord-ouest de la capitale régionale Bourgas.
La commune s'étend sur les pentes sud du massif du Grand Balkan ainsi que sur un bras montagneux de celui-ci et une vallée fertile située entre les deux. La vallée est traversée par la rivière Motchouritsa et plusieurs de ses afflulents.

## Géographie humaine
| 1926 | 1934 | 1946 | 1956 | 1965 | 1975   | 1985   | 1992   | 2001   |
| ---- | ---- | ---- | ---- | ---- | ------ | ------ | ------ | ------ |
| -    | -    | -    | -    | -    | 21 082 | 18 289 | 16 572 | 15 092 |

| 2011   | 2021   | 2022   | - | - | - | - | - | - |
| ------ | ------ | ------ | - | - | - | - | - | - |
| 12 390 | 11 189 | 10 420 | - | - | - | - | - | - |

,,

## Histoire
Les découvertes archéologiques ont permis d'établir que le territoire de la commune de de Soungourlaré est habité depuis la haute Antiquité. Les vestiges d'une colonie habitée à la fin de l'âge du fer, ainsi que plusieurs grands tumulus Thraces, des récipients en céramique et des pièces de monnaie romaines ont été découverts.
Il n'existe aucune donnée historique sur le moment où le territoire a été conquis par le Premier empire bulgare.
On suppose qu'après la Bataille de la Maritsa en 1371, et la prise du nord-est de la Thrace, la vallée de Soungourlaré est passée sous la domination de l'Empire ottoman. Pendant la domination ottomane, le village était située à environ 1 kilomètre au nord-ouest de son emplacement actuel (vers le lieu-dit Ichimyata). Par la suite, les habitants se sont installés sur le lieu de l'actuelle ville. Le village est mentionnée, dans les registres turcs du XVIe siècle, sous les noms de Söngurlare et Söngurlar. Durant cette période, la population était majoritairement turque ou islamisée. Lors de la Guerre russo-turque de 1877-1878], les troupes de libération passèrent par Soungourlaré les 21 et 22 janvier 1878. 
Après la restauration de l'Histoire de la Bulgarie autonomie bulgare, la région fut rattachée à la Roumélie orientale (1878). Une partie des familles islamisées et des familles turques migrèrent vers le sud. Un bureau de poste fut ouvert en 1908 et une connexion téléphonique et télégraphique a été établie avec Karnobat. Lors du troubles de l'été et de l'automne 1923, il n'y a pas eu de troubles particuliers même si les unités militaires du VMRO ont pirs possession brièvement de la vallée. En 1927, la banque populaire Sungurlarska Dolina a été créée et, en 1928, la coopérative de production de vin Sungurlarski Misket a également été créée afin de faciliter le développement de la production et du commerce de vin. 
Le 12 septembre 1944, les troupes soviétiques traversèrent le village. Après la prise du pouvoir par les communistes, l'une des premières coopératives agricoles d'Etat fut créée sur le territoire de Soungourlaré en 1945 et, en 1952, une station de machines-tracteurs.

## Administration

### Structure administrative
La municipalité de Soungourlaré comprend 28 localités (1 ville et 27 villages) :
| - Beronovo - Bosilkovo - Gorovo - Grozden - Dabovitsa - Essen - Kamtchia - Klimache - Kosten - Lozarevo | - Lozitsa - Manolitch - Podvis - Prilep - Ptchelin - Sadovo - Skala - Slavyantsi - Saedinènié - Soungourlaré | - Terziysko - Tchèrnitsa - Tchoubra - Védrovo - Vezénkovo - Vélislav - Valtchin - Zavet |

Le chef-lieu de la commune de Soungourlaré est la ville de Soungourlaré.

## Galerie

Carte géographique de la commune de Soungourlaré
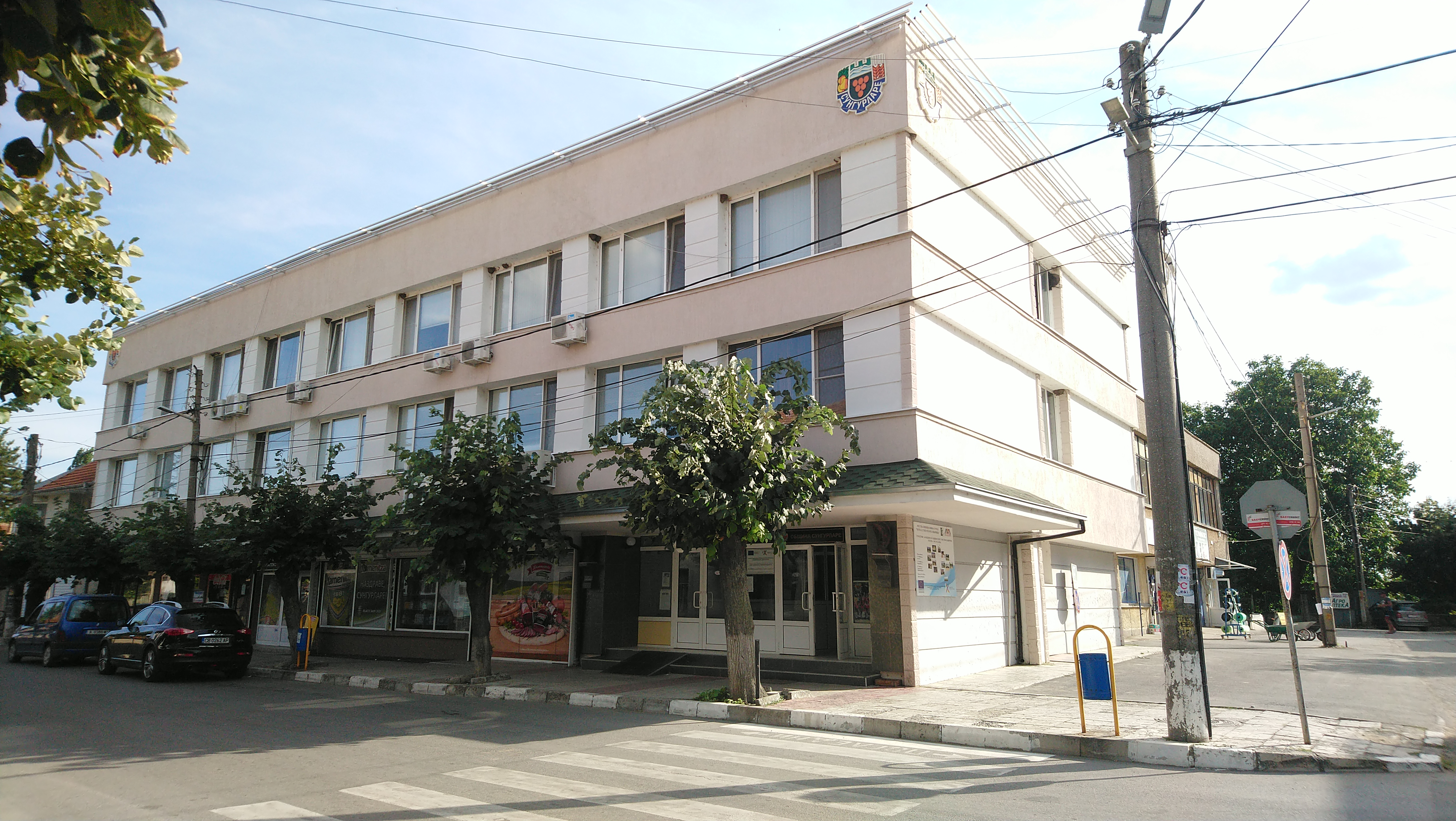
Hôtel de ville de la commune de Soungourlaré
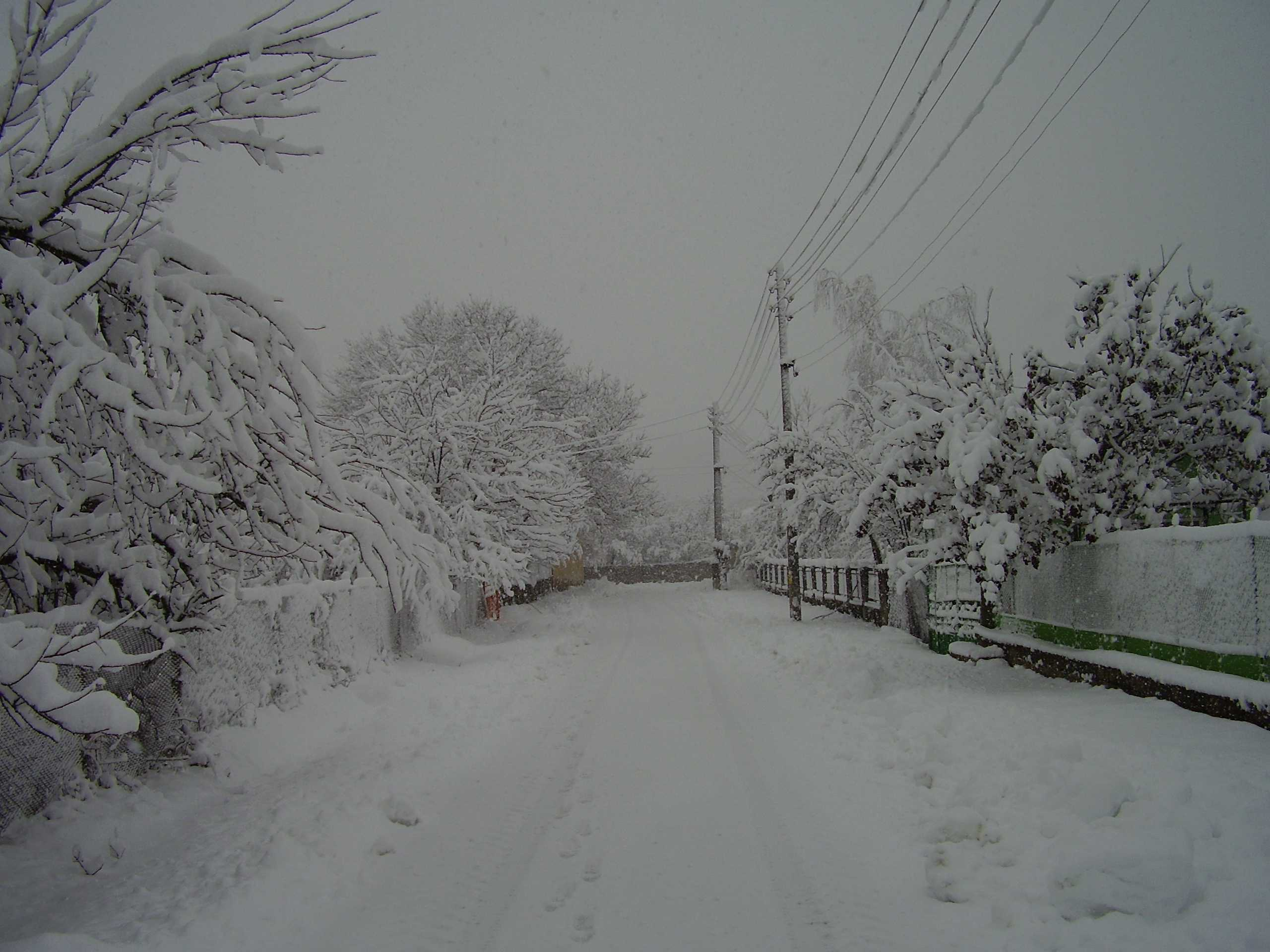
Dabovitsa en hiver
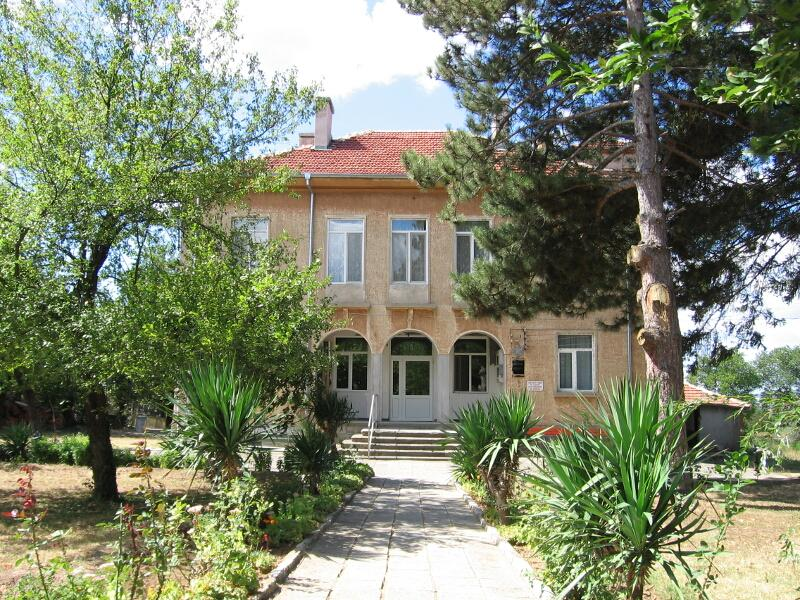
Lozarèvo : la mairie-annexe
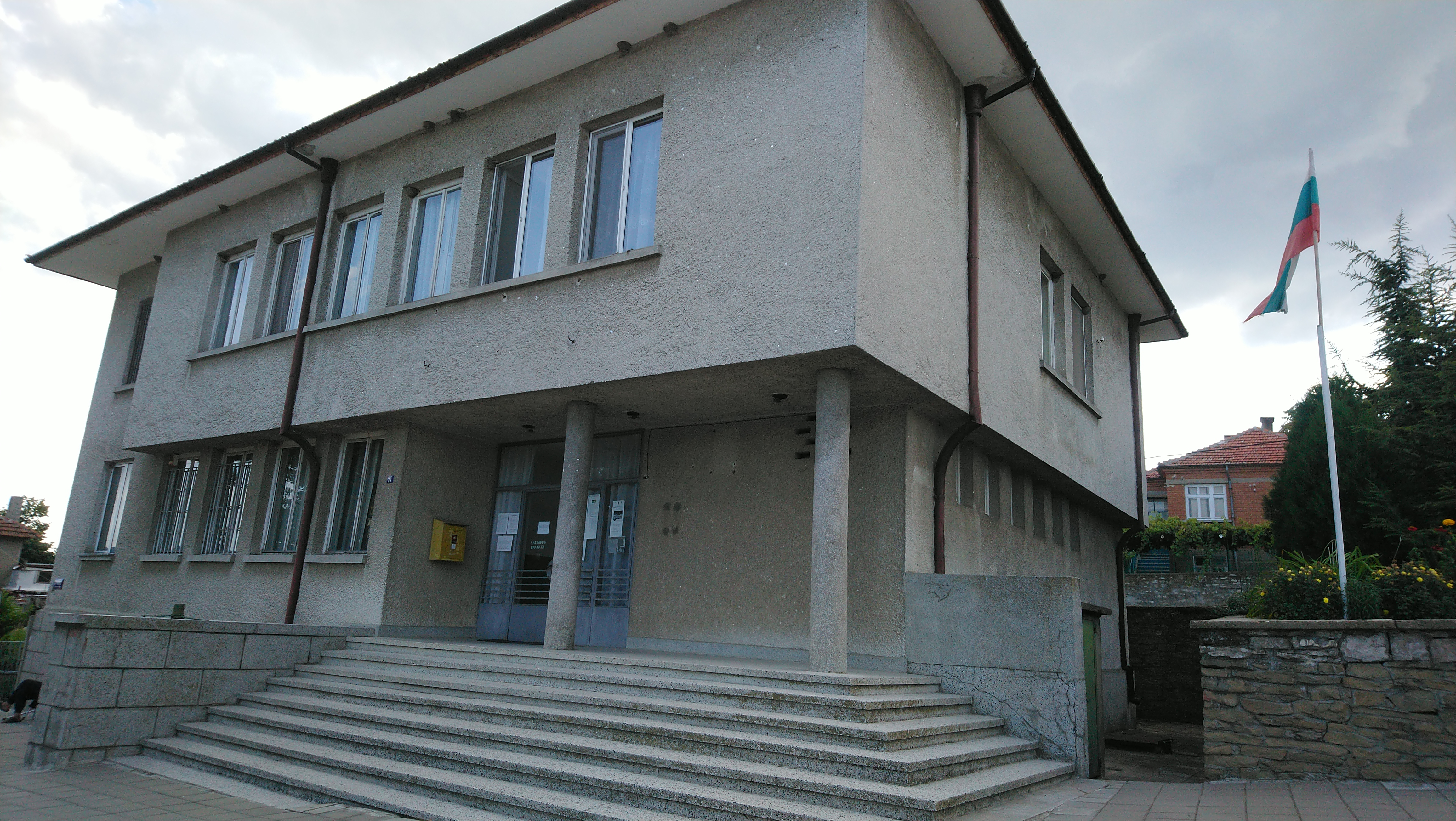
Prilep : la mairie-annexe
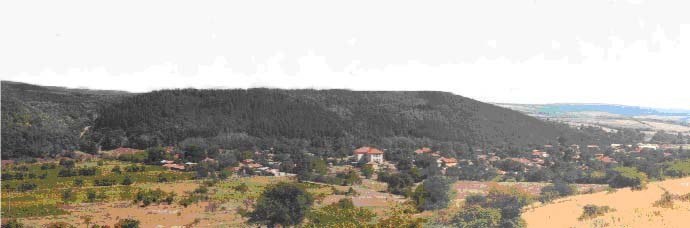
Sadovo : vue panoramique
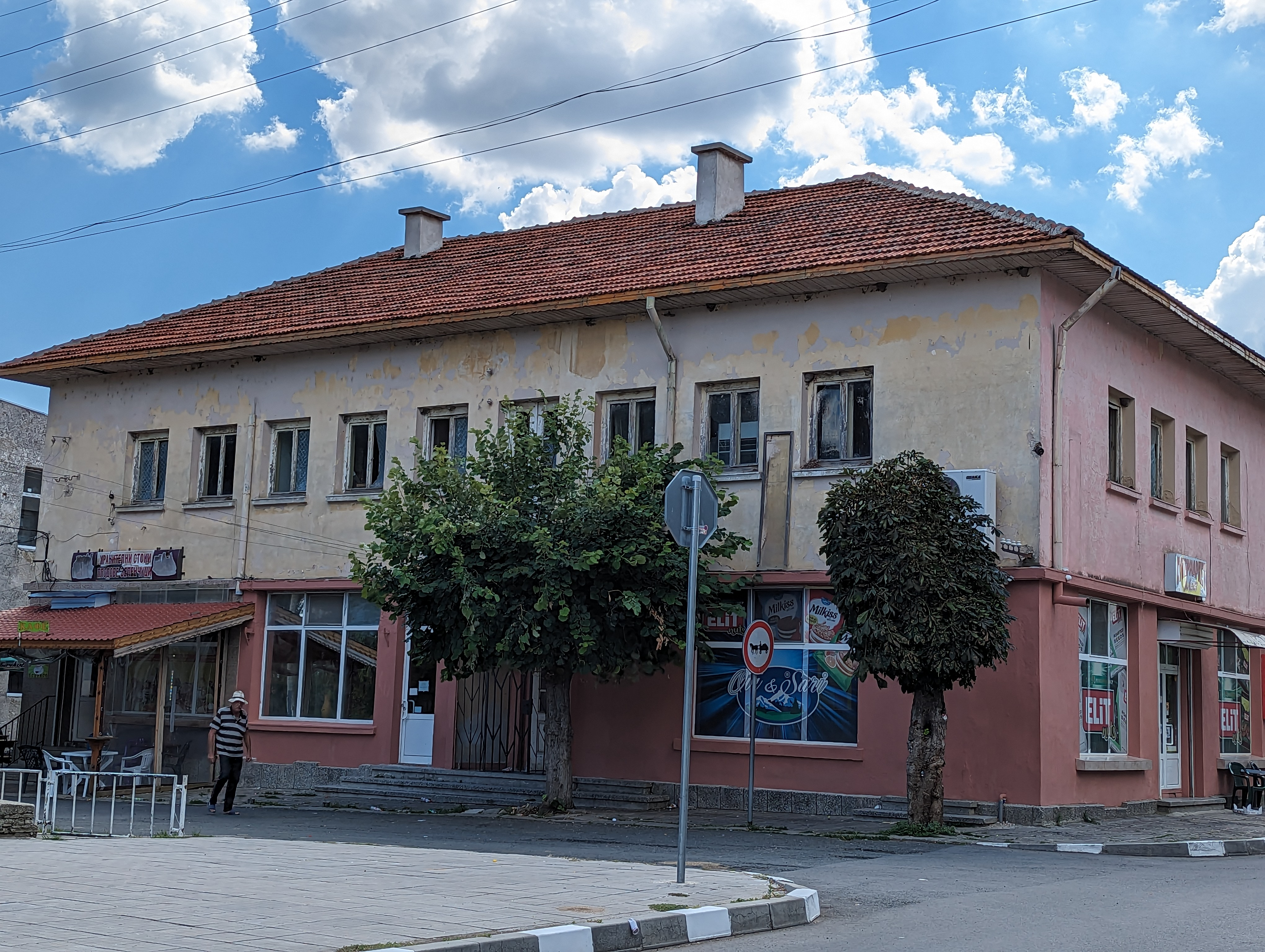
Slavyantsi : bâtiment dans le centre du village
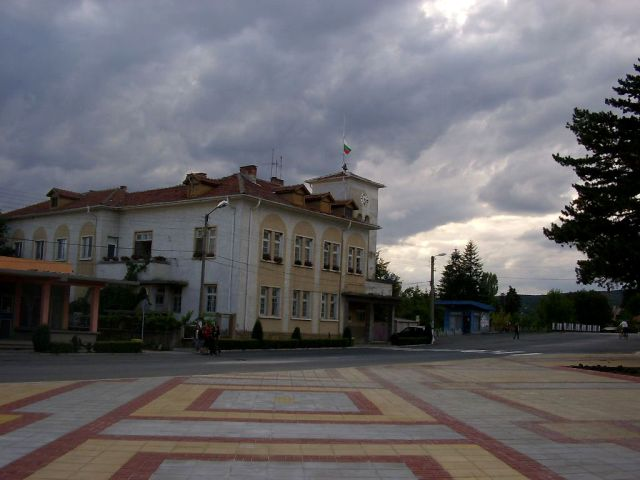
Soungourlaré : la place centrale
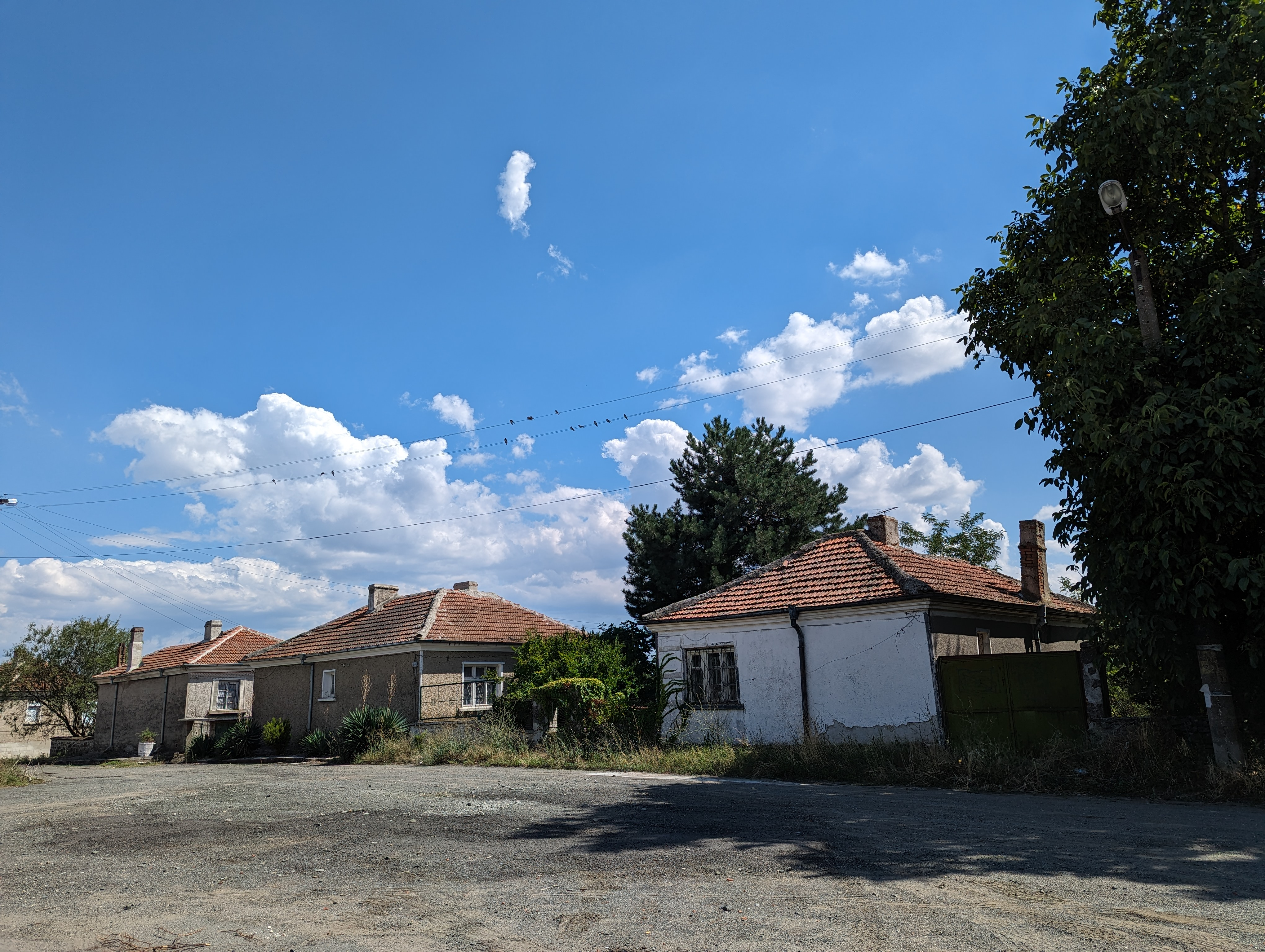
Tchèrnitsa : la rue principale
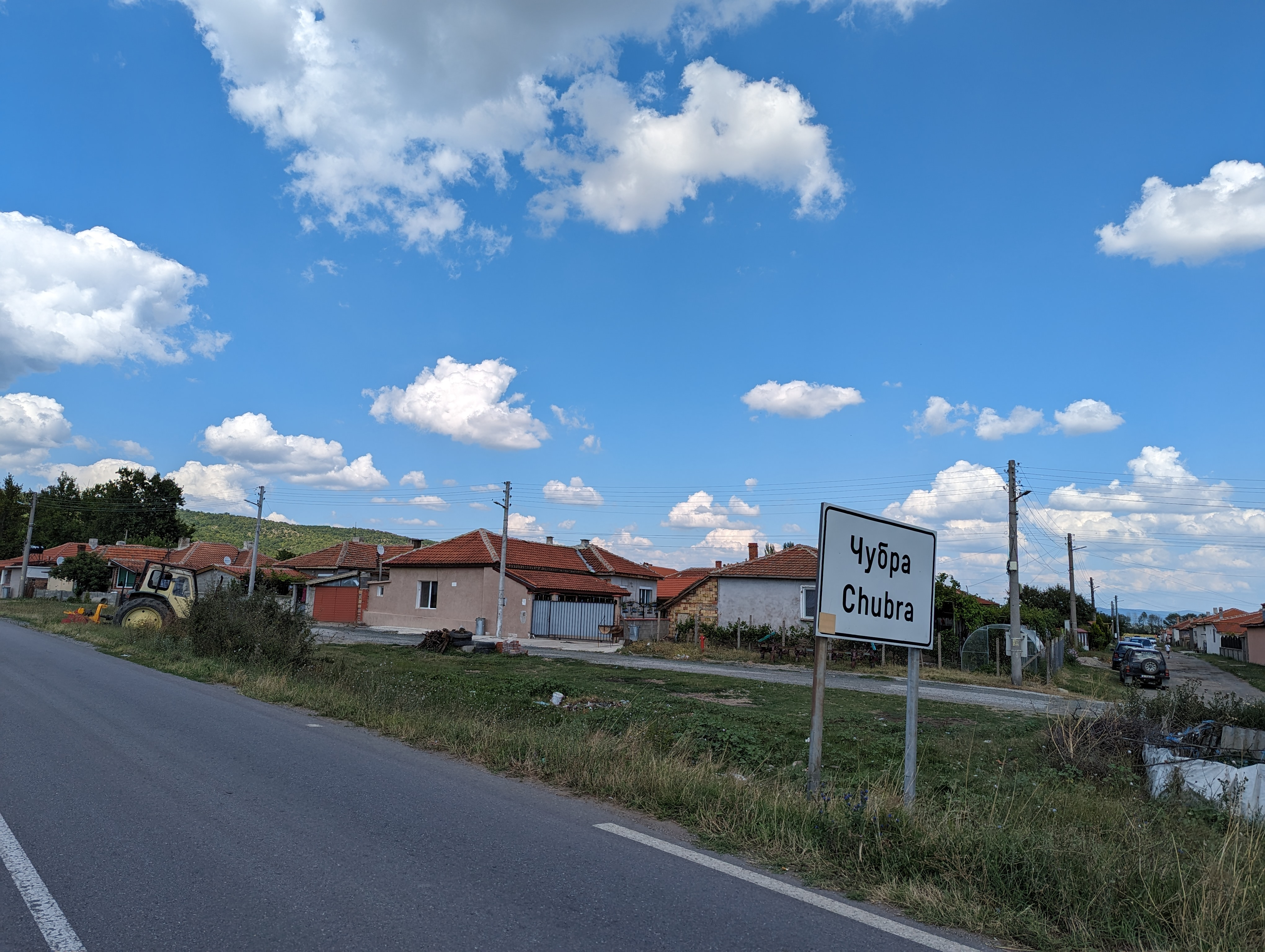
Tchoubra : l'entrée du village
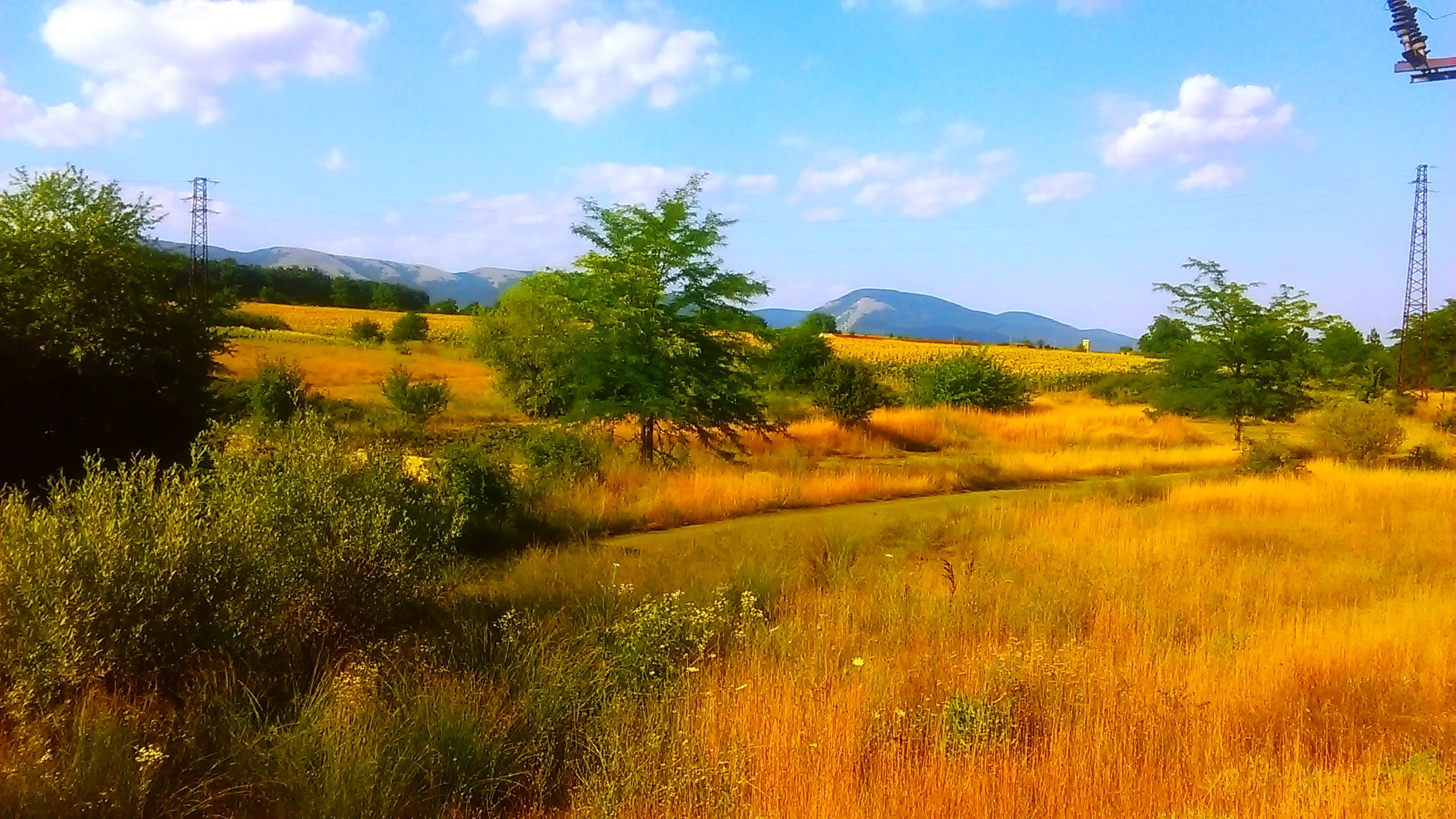
Védrovo : vue des environs
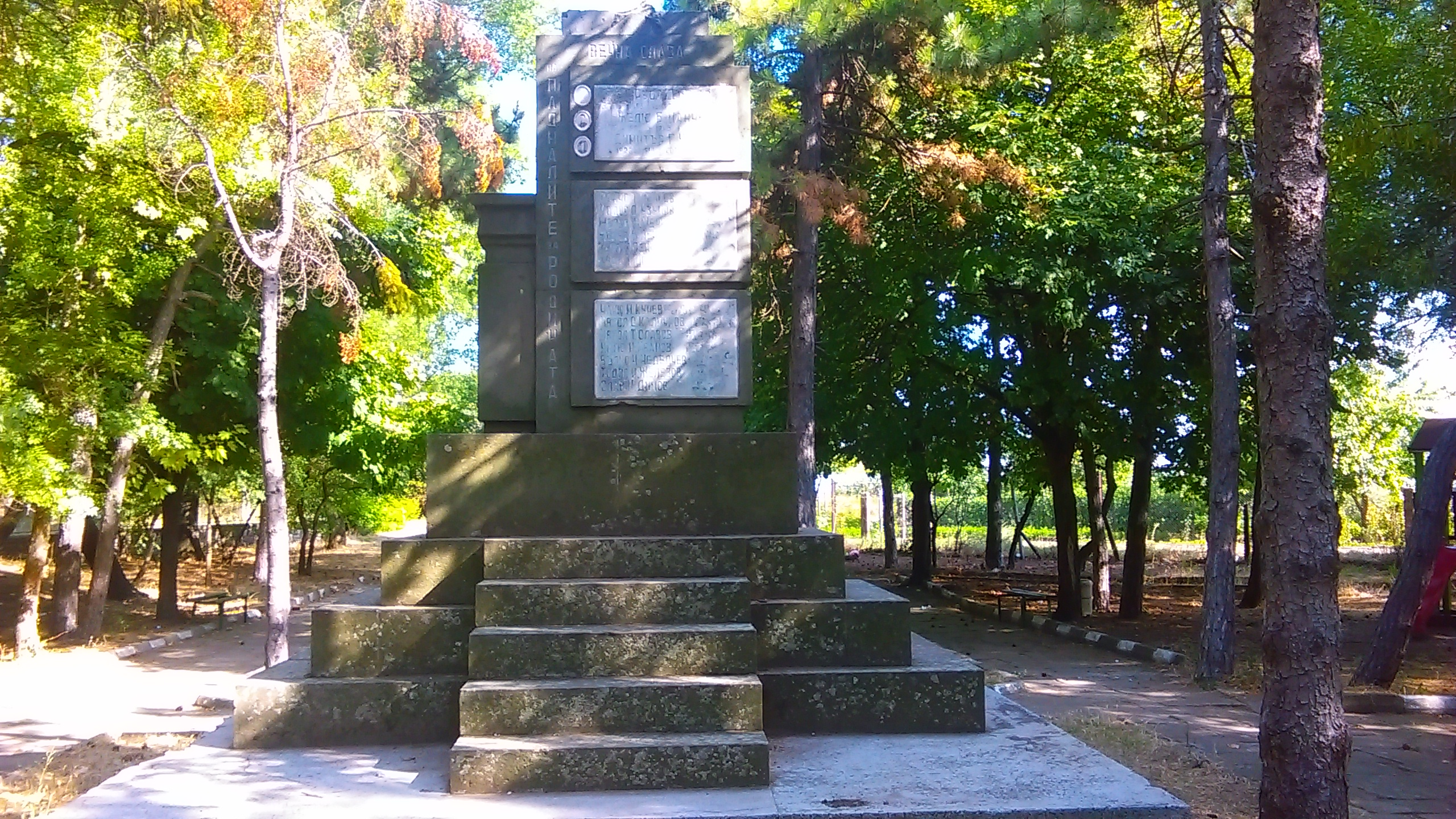
Valtchin : monument aux morts